# Alcolapia grahami
Alcolapia grahami е вид лъчеперка от семейство Цихлиди (Cichlidae). Видът е световно застрашен, със статут Уязвим.

## Разпространение
Разпространен е в Кения и Танзания.

## Описание
На дължина достигат до 20 cm.